# Chung kết Cúp bóng đá các quốc gia châu Âu 1960
Trận chung kết Cúp bóng đá các quốc gia châu Âu 1960 là một trận đấu bóng đá được diễn ra vào ngày 10 tháng 7 năm 1960 trên Sân vận động Công viên các Hoàng tử ở Paris, Pháp để xác định đội vô địch của giải vô địch bóng đá châu Âu 1960. Đây là trận chung kết đầu tiên của giải vô địch bóng đá châu Âu, một giải đấu được tổ chức bốn năm một lần với sự tranh tài của các đội tuyển bóng đá nam quốc gia của các quốc gia thuộc UEFA để tìm ra nhà vô địch châu Âu. Trận đấu diễn ra giữa Liên Xô và Nam Tư. Trên đường đến trận chung kết, Liên Xô đã đánh bại Hungary qua hai lượt trận trước khi nhận một suất đi tiếp trong trận tứ kết sau khi Tây Ban Nha rút lui khỏi giải đấu. Trong trận bán kết, Liên Xô giành chiến thắng 3–0 trước Tiệp Khắc. Nam Tư đã đánh bại Bulgaria, Bồ Đào Nha và Pháp, quốc gia đăng cai vòng bán kết và chung kết.
Trọng tài cho trận chung kết diễn ra trước 17.966 khán giả trong trời mưa là Arthur Ellis đến từ Anh. Nam Tư vươn lên dẫn trước ở phút 43 nhờ công của Milan Galić sau khi lấn lướt trong giai đoạn đầu trận đấu. Liên Xô gỡ hòa ngay sau giờ nghỉ giữa hai hiệp nhờ bàn thắng của Slava Metreveli và trận đấu kết thúc với tỷ số 1–1 trong thời gian thi đấu chính thức. Điều này có nghĩa là trận đấu sẽ phải diễn ra thêm hiệp phụ để phân định kết quả. Dražan Jerković đánh đầu vọt xà cho Nam Tư trong phần đầu của hiệp phụ nhưng khi trận đấu chỉ còn bảy phút nữa, Viktor Ponedelnik đã ghi bàn bằng đầu từ cú tạt bóng của Valentin Kozmich Ivanov để mang về chiến thắng 2–1 cho Liên Xô.
Nam Tư tiếp tục giành quyền tham dự FIFA World Cup 1962, nơi họ đứng nhì bảng 1 sau Liên Xô, đội đã đánh bại họ 2–0 trước khi vượt qua Tây Đức trong trận tứ kết. Họ đã bị Tiệp Khắc loại ở bán kết và sau đó thua Chile, đội đã đánh bại Liên Xô trong trận tứ kết, ở trận play-off tranh hạng ba.

## Bối cảnh
Giải vô địch bóng đá châu Âu năm 1960 là mùa giải đầu tiên của Giải vô địch bóng đá châu Âu, giải bóng đá của UEFA dành cho các đội tuyển quốc gia nam. Các đội thi đấu với hai lượt trận trên sân nhà và sân khách ở những vòng đầu tiên trước khi các trận bán kết và chung kết diễn ra tại Pháp, từ ngày 6 đến ngày 10 tháng 7 năm 1960. Trận play-off tranh hạng ba diễn ra một ngày trước trận chung kết.
Liên Xô đã có trận ra mắt bóng đá quốc tế tại FIFA World Cup 1958, nơi họ bị chủ nhà Thụy Điển hạ gục 2–0 ở vòng tứ kết. Nam Tư cũng đã chơi tại World Cup hai năm trước đó và cũng đã bị loại ở tứ kết bởi Tây Đức. Trận đấu cuối giữa Liên Xô và Nam Tư trước trận chung kết là tại Thế vận hội Mùa hè 1956, nơi Liên Xô giành chiến thắng 1–0 trong trận chung kết.

## Đường tới trận chung kết

### Liên Xô
| Vòng        | Đối thủ     | Tỷ số                          |
| ----------- | ----------- | ------------------------------ |
| Vòng 16 đội | Hungary     | 3–1 (sân nhà), 1–0 (sân khách) |
| Tứ kết      | Tây Ban Nha | Đối thủ rút lui                |
| Bán kết     | Tiệp Khắc   | 3–0 (sân trung lập)            |

Liên Xô bắt đầu chiến dịch giải vô địch bóng đá châu Âu đầu tiên trong lịch sử ở vòng 16 đội, nơi họ đối mặt với Hungary trong hai lượt đi - về. Trận lượt đi được tổ chức tại Sân vận động Trung tâm Lenin (nay là Sân vận động Luzhniki) ở Moskva vào ngày 28 tháng 9 năm 1958 trước sự chứng kiến của 100.572 khán giả. Anatoli Ilyin đã sớm đưa Liên Xô vượt lên dẫn trước khi ông ghi bàn thắng đầu tiên trong lịch sử tại giải vô địch bóng đá châu Âu ở phút thứ tư. Ilyin vượt qua hậu vệ Ferenc Sipos bên trong vòng cấm địa trước khi đưa bóng vượt qua thủ môn Béla Bako. Slava Metreveli nhân đôi cách biệt ở phút thứ 20 trước khi Valentin Kozmich Ivanov ghi bàn mười hai phút sau đó để nâng tỷ số lên 3–0 khi hiệp một kết thúc. János Göröcs của Hungary ghi bàn khi trận đấu còn sáu phút để rút ngắn cách biệt xuống còn 2 bàn và trận đấu kết thúc với tỷ số 3–1. Trận lượt về của vòng 16 đội diễn ra gần một năm sau, tại sân Népstadion ở Budapest vào ngày 27 tháng 9 năm 1959 với 78.481 khán giả. Một bàn thắng trong hiệp 2 của Yuriy Voynov mang về chiến thắng 1–0 để giúp Liên Xô đi tiếp vào tứ kết với tổng tỉ số 4–1 sau 2 lượt trận.
Ở vòng tứ kết, kết quả bốc thăm đã đưa Liên Xô gặp Tây Ban Nha, tuy nhiên nhà lãnh đạo độc tài của nước này là Francisco Franco đã ra lệnh cho Chủ tịch Liên đoàn bóng đá Hoàng gia Tây Ban Nha Alfonso de la Fuente rút đội khỏi giải đấu. UEFA phạt Tây Ban Nha một khoản tiền và trao cho Liên Xô một suất vào thẳng bán kết. Ở đó, họ đối đầu với Tiệp Khắc tại sân Stade Vélodrome ở Marseille vào ngày 6 tháng 7 năm 1960 trên sân đấu có 25.184 khán giả. Viktor Ponedelnik suýt ghi bàn ở phút 24 nhưng Ivanov đã đưa Liên Xô vượt lên dẫn trước 1–0 với một cú sút chân trái tầm thấp từ bên trong vòng cấm Tiệp Khắc. Ông đã nhân đôi cách biệt 11 phút sau giờ nghỉ giữa hai hiệp với một cú sút từ cự ly gần khác. Ponedelnik sau đó ghi bàn vào giữa hiệp hai với một cú sút bằng chân phải từ rìa vòng 5m50. Không có thêm bàn thắng nào được ghi và Liên Xô tiến vào trận chung kết giải vô địch bóng đá châu Âu đầu tiên trong lịch sử với chiến thắng 3–0.

### Nam Tư
| Vòng        | Đối thủ    | Tỷ số                          |
| ----------- | ---------- | ------------------------------ |
| Vòng 16 đội | Bulgaria   | 2–0 (sân nhà), 1–1 (sân khách) |
| Tứ kết      | Bồ Đào Nha | 1–2 (sân khách), 5–1 (sân nhà) |
| Bán kết     | Pháp       | 5–4 (s.h.p.) (sân trung lập)   |

Lần đầu tiên thi đấu tại giải vô địch bóng đá châu Âu của Nam Tư bắt đầu bằng trận đấu hai lượt đi và về với Bulgaria. Trận đấu đầu tiên diễn ra tại Stadion JNA ở Beograd vào ngày 31 tháng 5 năm 1959. Đội chủ nhà đã sớm dẫn trước nhờ công của Milan Galić, người đã ghi bàn ngay ở phút đầu tiên. Lazar Tasić sau đó nhân đôi cách biệt của Nam Tư khi trận đấu còn ba phút để ấn định chiến thắng 2–0. Trận lượt về diễn ra tại Sân vận động Quốc gia Vasil Levski ở Sofia vào ngày 25 tháng 10 năm 1959. Sau hiệp một không có bàn thắng nào được ghi, Todor Diev đưa Bulgaria vượt lên dẫn trước năm phút sau giờ nghỉ nhưng Muhamed Mujić đã gỡ hòa cho Nam Tư sáu phút sau đó. Không có bàn thắng nào được ghi thêm và trận đấu kết thúc với tỷ số 1–1, điều này đồng nghĩa với việc Nam Tư sẽ tiến vào tứ kết với chiến thắng chung cuộc 3–1. Ở đó, họ đối mặt với Bồ Đào Nha với trận lượt đi được tổ chức tại Estádio Nacional ở Lisboa vào ngày 8 tháng 5 năm 1960. Mặc dù Nam Tư gần như kiểm soát trận đấu, nhưng Bồ Đào Nha đã dẫn trước 2–0 nhờ các bàn thắng của Santana và Matateu. Khi trận đấu chỉ còn chưa đầy mười phút nữa, Bora Kostić đã rút ngắn cách biệt còn 1 bàn và trận đấu kết thúc với tỷ số 2–1 nghiêng về Bồ Đào Nha. Trận lượt về diễn ra vào ngày 22 tháng 5 năm 1960 tại Stadion JNA ở Beograd. Dragoslav Šekularac đã sớm đưa Nam Tư vượt lên dẫn trước khi ông ghi bàn ở phút thứ tám. Domiciano Cavém gỡ hòa cho Bồ Đào Nha 21 phút sau đó nhưng Zvezdan Čebinac khôi phục lại lợi thế dẫn trước cho Nam Tư ngay trước khi hiệp một kết thúc. Hai bàn thắng trong hiệp hai của Bora Kostić và một bàn của Galić mang về chiến thắng 5–1 cho Nam Tư ở lượt về và chiến thắng chung cuộc với tổng tỉ số 6–3.
Trận bán kết chứng kiến Nam Tư đối mặt với chủ nhà Pháp tại Sân vận động Công viên các Hoàng tử vào ngày 6 tháng 7 năm 1960. Phút thứ 11 của trận đấu, Galić mở điểm trận đấu thực hiện cú dứt điểm từ ngoài vòng cấm địa Pháp, đưa bóng vào góc cao khung thành của thủ môn Georges Lamia. Jean Vincent cân bằng tỉ số một phút sau đó bằng một cú cứa lòng. François Heutte sau đó đưa Pháp vượt lên dẫn trước với một bàn thắng ở phút 43. Maryan Wisniewski đã nâng tỉ số lên 3–1 cho Pháp tám phút sau giờ nghỉ trước khi Ante Žanetić đánh bại thủ thành Lamia ở phía cột gần để rút ngắn cách biệt xuống còn 1 bàn cho Nam Tư. Giữa hiệp hai, Heutte tái lập cách biệt hai bàn dẫn trước cho Pháp bất chấp việc các cầu thủ Nam Tư cho rằng cầu thủ này đã việt vị. Khi trận đấu còn 15 phút, Tomislav Knez rút ngắn tỉ số còn 4–3 trước khi Dražan Jerković ghi hai bàn trong vòng một phút, tận dụng hai sai lầm liên tiếp của Lamia, để ấn định chiến thắng 5–4 cho Nam Tư và giành vé vào trận chung kết đầu tiên của giải vô địch bóng đá châu Âu. Tính đến  năm 2021, trận bán kết này vẫn là trận đấu có nhiều bàn thắng nhất trong lịch sử các vòng chung kết giải vô địch châu Âu.

## Trận chung kết

### Trước trận chung kết
Trận đấu được truyền hình trực tiếp và diễn ra trong điều kiện thời tiết xấu. Nam Tư đã quyết định thay đổi thủ môn khi đưa Blagoje Vidinić vào thay cho Milutin Šoškić đang bị một vấn đề về mắt. Trong đội hình xuất phát cũng bao gồm Željko Matuš, người trước đó chưa chơi trận nào cho đội tuyển. Trọng tài cho trận đấu là Arthur Ellis, người Anh, người trước đó đã cầm còi trận chung kết Cúp C1 châu Âu đầu tiên vào năm 1956 cũng tại sân Công viên các Hoàng tử, giữa Real Madrid và Reims.

### Tóm tắt

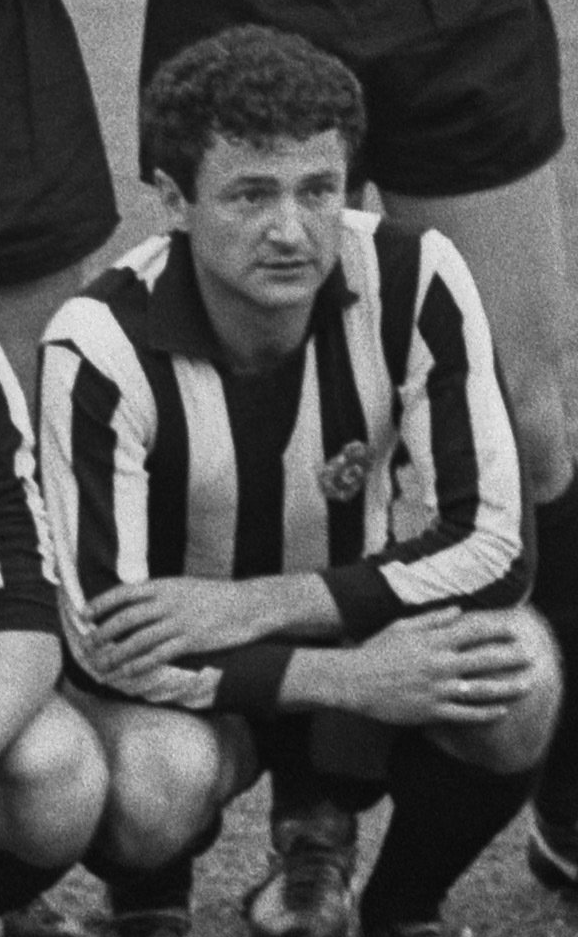
Milan Galić (ảnh năm 1966) là người ghi bàn thắng duy nhất cho Nam Tư trong trận chung kết.

Trận chung kết được diễn ra vào ngày 10 tháng 7 năm 1960 tại Paris trước sự chứng kiến của 17.966 khán giả. Nam Tư chiếm ưu thế trong thời gian đầu trận đấu và khiến thủ môn Liên Xô Lev Ivanovich Yashin buộc phải cản phá hai quả đá phạt của Kostić. Cú sút của Šekularac sau đó đi chệch cột dọc dù Yashin chỉ có thể chôn chân đứng nhìn. Hai phút trước khi hiệp một kết thúc, Nam Tư vươn lên dẫn trước. Jerković đã thực hiện một quả tạt tầm thấp, đưa bóng đập vào chân một cầu thủ khác đi vào khung thành của Yashin. Phân tích video ghi lại trận đấu không thể xác định bàn thắng là của ai: bàn thắng có thể được ghi bởi Galić hoặc đó là bàn phản lưới của Igor Netto bên phía Liên Xô, người đang kèm cầu thủ này. Tuy nhiên, Galić được công nhận là người đã ghi bàn thắng. Trong giờ nghỉ, cựu cầu thủ Liên Xô, Boris Kuznetsov đã thêm đinh vào giày của các cầu thủ đội nhà để đối phó với mặt sân ẩm ướt. Bốn phút sau giờ nghỉ giữa hiệp, Liên Xô gỡ hòa: Valentin Bubukin tung cú sút bằng chân trái từ khoảng cách 23m khiến Vidinić xử lý lóng ngóng, giúp Metreveli ghi bàn từ cự ly gần. Cuối trận, cú sút chéo góc của Metreveli đi cắt ngang qua khung thành đội khách và bị Ponedelnik bỏ lỡ trước khi Ivanov dứt điểm ra ngoài từ cự ly gần. Thời gian thi đấu chính thức kết thúc với tỷ số 1-1 và trận đấu bước vào hai hiệp phụ.
Trong hiệp phụ, Yashin băng ra để giải nguy từ một quả phạt góc, nhưng cú đánh đầu của Jerković lại đi chệch cột dọc. Đầu hiệp hai, Žanetić thực hiện một quả tạt tầm thấp nhưng Galić đã bỏ lỡ cơ hội ghi bàn. Ở phút thứ 113 của trận chung kết, Ivanov thực hiện đường tạt bóng để Ponedelnik đánh đầu tung lưới Nam Tư và đưa Liên Xô vượt lên dẫn trước. Bất chấp một pha lộn xộn trong vòng cấm Liên Xô vào thời điểm cuối trận, trọng tài Ellis vẫn thổi còi kết thúc trận đấu với tỷ số 2-1. Điều này có nghĩa Liên Xô là đội đầu tiên trong lịch sử giành chức vô địch Cúp bóng đá châu Âu.

## Chi tiết trận chung kết
| Liên Xô                         | 2–1      | Nam Tư    |
| ------------------------------- | -------- | --------- |
| Metreveli 49' · Poneldenik 113' | Chi tiết | Galić 43' |

| Liên Xô | Nam Tư |

| TM                      | 1  | Lev Yashin         |
| HV                      | 2  | Givi Chokheli      |
| HV                      | 4  | Anatoly Krutikov   |
| HV                      | 3  | Anatoli Maslyonkin |
| TV                      | 5  | Yuriy Voynov       |
| TV                      | 6  | Igor Netto (c)     |
| TĐ                      | 7  | Valentin Ivanov    |
| TĐ                      | 8  | Slava Metreveli    |
| TĐ                      | 9  | Viktor Ponedelnik  |
| TĐ                      | 10 | Valentin Bubukin   |
| TĐ                      | 11 | Mikheil Meskhi     |
| Huấn luyện viên trưởng: |    |                    |
| Gavriil Kachalin        |    |                    |

| TM                                                   | 1  | Blagoje Vidinić     |
| HV                                                   | 2  | Vladimir Durković   |
| HV                                                   | 5  | Jovan Miladinović   |
| HV                                                   | 3  | Fahrudin Jusufi     |
| TV                                                   | 4  | Ante Žanetić        |
| TV                                                   | 6  | Željko Perušić      |
| TĐ                                                   | 7  | Željko Matuš        |
| TĐ                                                   | 10 | Dragoslav Šekularac |
| TĐ                                                   | 8  | Dražan Jerković     |
| TĐ                                                   | 9  | Milan Galić (c)     |
| TĐ                                                   | 11 | Bora Kostić         |
| Huấn luyện viên trưởng:                              |    |                     |
| Ljubomir Lovrić Dragomir Nikolić Aleksandar Tirnanić |    |                     |

## Sau trận đấu
Cầu thủ ghi bàn thắng quyết định Viktor Ponedelnik sau đó đã nói: "Đội tuyển quốc gia Liên Xô đã trở thành nhà vô địch châu Âu đầu tiên trong lịch sử. Không ai có thể quên những giây phút vinh quang tột độ đến như vậy. Đối với bản thân tôi, bàn thắng ở phút 113 đó là bàn thắng quan trọng nhất trong cả sự nghiệp. Đó là khoảnh khắc chói sáng nhất của cuộc đời tôi". 9 trong tổng số 11 cầu thủ nằm trong đội hình tiêu biểu của giải đấu đã góp mặt trong trận chung kết, bao gồm năm cầu thủ Liên Xô và bốn cầu thủ Nam Tư. Các cầu thủ Liên Xô ăn mừng xuyên đêm cho đến bình minh ở Paris. Voynov nhớ lại: "... ngồi trong một quán cà phê ở Paris với một ly rượu vang là đủ. Chúng tôi không uống nhiều. Chúng tôi đã đắm mình trong men say chiến thắng." Mỗi cầu thủ vô địch đều nhận được 200 đô la tiền thưởng và được tổ chức một buổi ăn mừng một ngày sau trận chung kết ở tiệc chiêu đãi được tổ chức tại tháp Eiffel. Khi trở về Matxcova, họ đã được hơn 100.000 người chào đón trong cuộc diễu hành mừng chiến thắng được tổ chức ở Sân vận động Trung tâm Lenin. Giải thích cho việc trận chung kết có lượng khán giả thưa thớt, Šekularac cho rằng "người hâm mộ ở Pháp muốn sự hào nhoáng của bóng đá Tây Âu, chứ không phải các đội tuyển bí ẩn từ phía bên kia lục địa".